# Ermanno Salvaterra
Ermanno Salvaterra (Pinzolo, 21 gennaio 1955 – Campanile Alto, 18 agosto 2023) è stato un alpinista italiano.
La sua attività alpinistica è stata particolarmente intensa nelle Dolomiti di Brenta e in Patagonia; in particolare in quest'ultima ha legato il suo nome al Cerro Torre, del quale è stato considerato il più profondo conoscitore, tanto da essere soprannominato L'uomo del Torre. Negli anni ha avuto modo di cimentarsi inoltre come scrittore, pubblicando "Patagonia, 
il grande sogno", con prefazione di Reinold Messner, nel 2021.. È autore di diversi filmati e documentari, in particolare relativi alle sue spedizioni in Patagonia.

## Biografia
Poiché la sua famiglia gestiva dal 1948 il Rifugio XII Apostoli situato nella conca di Pratofiorito sulle Dolomiti di Brenta, frequenta fin da giovanissimo l'ambiente montano. A 11 anni effettua la sua prima scalata sulle Torri d'Agola. Nel 1975 diviene Maestro di sci e nel 1979 Guida Alpina.
Ha avuto un ruolo di primo piano nell'evoluzione dell'alpinismo moderno presso le Dolomiti di Brenta, aprendo diverse vie moderne, alcune di particolare difficoltà, fra le quali:
- via Delle Aspiranti guide, sul Pilastro Bruno
- via Elefante Viola, sul Pilastro Bruno
- via Super Maria, sul Crozzon di Brenta (dedicata alla nonna di Salvaterra, soprannominata la nonna del Brenta[3]),
- via Ultimo sole, sul Crozzon di Brenta, parete ovest
- via Duomo dei Falchetti, sul Campanile Basso
- via Cheyenne, sul Campanile Basso
- via dell'Oscar, in Corna Rossa
- via Soddisfazione, sulla Cima d'Ambiez
- via Orso Grigio, via Sospiri e via Orso Nero sulla Cima d'Agola[4].

Nel 1982 compie la sua prima spedizione in Patagonia ove scala la via del compressore sullo spigolo sud-est del Cerro Torre; successivamente tornerà numerose volte nella regione sudamericana per scalare diverse vette, fra cui il Fitz Roy, la Punta Poincenot di quest'ultimo e l'Aguillamet, ma sarà il Cerro Torre, da lui giudicata la montagna più bella del mondo, la meta principale di tali spedizioni, su cui compirà diverse ascensioni, aprirà cinque nuove vie e compirà la prima salita invernale.
È stato nel 1989, dopo Maurizio Giarolli ed Elio Orlandi che la ipotizzarono e la tentarono per primi nel 1987, che con loro e Andrea Sarchi tentò il concatenamento delle quattro sorelle patagoniche, ovvero del Cerro Standhart, della Punta Herron, della Torre Egger e del Cerro Torre; tenta diverse volte ma deve sempre rinunciare a causa meteo sfavorevole (impresa poi riuscita all'amico Rolando Garibotti con lo statunitense Colin Haley).
Il 31 luglio 1989 concatena in solitaria e slegato in 11 ore 58 minuti:
- Pilastro dei Francesi sul Crozzon di Brenta, 900 m, VI,
- Parete est del Pilastro della Cima Tosa, 300 m, VI,
- Spigolo Graffer del Campanile Basso, 500 m, VI,
- Parete est della cima Brenta Alta, 500 m, VI,
- Diedro Oggioni del sul Campanile Alto, 700 m, V.

Nel 1988 stabilisce il nuovo record italiano di chilometro lanciato con gli sci raggiungendo la velocità di 211,640 km/h. Lo deterrà per 5 anni.
Ha compiuto diverse discese di sci estremo, fra cui la parete nord della Cima Presanella, il Canalone Neri della Cima Tosa e lo scivolo nord della Cima Brenta.
Nel 2011 Salvaterra ha aperto una via moderna in valle del Sarca sulla parete del Limarò che ha chiamato Moonbears per ricordare i maltrattamenti a cui sono sottoposti gli orsi della luna in alcuni paesi asiatici, rinchiusi in quelle che sono definite Fattoria della bile; tale via risulta una delle più apprezzate della zona
.
È morto il 18 agosto 2023 cadendo dal Campanile Alto, sulle Dolomiti di Brenta.
Insieme con Reinhold Messner, e dallo stesso, viene ricordato dagli storici come uno dei più grandi alpinisti italiani della sua epoca. Le sue imprese in Patagonia hanno fatto la storia dell'alpinismo internazionale.

## Il Cerro Torre
Su consiglio di Renato Casarotto, si avvicina alla Patagonia nel 1982, ove si reca per la prima volta con Elio Orlandi; salgono la via del compressore di Maestri giungendo sino al compressore a circa 50 metri dalla cima.
Nel 1983, accompagnato da Maurizio Giarolli, riesce a giungere in vetta il 17 ottobre percorrendo la via Maestri sino al compressore e successivamente ripetendo il percorso di Jim Bridwell del 1979.
Nel 1985 compie il primo tentativo invernale al Cerro Torre assieme ad Andrea Sarchi, Maurizio Giarolli e Paolo Caruso, giungendo in vetta il 7 luglio. In occasione di tale tentativo effettua la sua prima esperienza come cineoperatore realizzando un documentario per la trasmissione Jonathan, dimensione avventura condotta da Ambrogio Fogar.
Nel 1995, assieme a Roberto Manni e Piergiorgio Vidi compie un nuovo tentativo invernale lungo il versante meridionale aprendo la via Infinito Sud; restano in parete 24 giorni consecutivi portando con loro un apposito box in alluminio, che sollevano durante la progressione, per ripararsi dalle terribili raffiche di vento patagoniche; giungono in cima ma non riescono a salire in vetta per le condizioni del ghiaccio del fungo sommitale.
Nel 1999 effettua il primo tentativo alla parete est assieme a Mauro Mabboni; dopo aver rinunciato al progetto iniziale salgono lungo il versante sud aprendo una variante alla via del compressore.
Nel 2004, assieme ad Alessandro Beltrami ed a Giacomo Rossetti (faceva inizialmente parte della spedizione anche Matteo Rivadossi, che rinuncerà al momento dell'attacco alla parete), giunge in cima per la quarta volta il 13 novembre aprendo una nuova via sulla parete est Quinque anni ad paradisum.
Nel 2005, assieme a Rolando Garibotti e Alessandro Beltrami, dopo numerosi tentativi non andati a buon fine in precedenza, giunge in cima il 13 novembre scalando la parete nord. In tale occasione compie così la sua impresa più significativa per la storia dell'alpinismo in quanto apre la nuova El arca del los Vientos che ripercorre la via che Cesare Maestri affermò di aver salito nel 1959 assieme a Toni Egger: durante la scalata Salvaterra ed i compagni non trovano le tracce del passaggio di Maestri e riscontrano condizioni della montagna assai differenti da quelle descritte dal primo. Le dichiarazioni di Salvaterra, inizialmente sostenitore di Maestri, avallano così direttamente la tesi che dubita della veridicità dell'ascensione di Maestri ed alimentano le polemiche al riguardo. La scalata ha comunque fornito un contribuito fondamentale a dirimere quello che è forse il principale dibattito dell'alpinismo attuale. Il quotidiano Il Giornale gli ha assegnato la medaglia d'oro per l'impresa sportiva dell'anno.

## Filmografia
- Cerro Torre: prima invernale, 1985 (film in 16 mm, prodotto dalla redazione di Jonathan, dimensione avventura)
- Mount Menhire, Baffin Island, 1988,
- Blu Patagonia, 1992 (Premio UIAA Festival internazionale film della montagna di Trento 1992),
- Fuiste alpiniste, 1995, (Premio miglior film sezione turismo sportivo, Festival Internazionale film turistico 1995),
- Infinito Sud, 1996, (Premio UIAA e premio Genziana d'argento Festival internazionale film della montagna di Trento 1996; Premio miglior film sezione turismo sportivo, Festival Internazionale film turistico 1996),
- Monna Lisa, 1998,
- Pensieri nel vento, 2002 (Premio Genziana d'oro Club Alpino Italiano Festival internazionale film della montagna di Trento 2002)
- Quinque anni ad paradisum, 2005
- El arca de los vientos, 2006
- Il grande sogno, 2008